# Bechara Giuda
Bechara Giuda Matarana OFM (ur. 28 sierpnia 1971 w Al-Nagila) – egipski duchowny katolicki Kościoła katolickiego obrządku koptyjskiego. Biskup Abu Kurkas od 2020.

## Życiorys

### Prezbiterat
8 czerwca 2001 otrzymał święcenia kapłańskie w zakonie franciszkanów. Pracował głównie w zakonnych parafiach kustodii egipskiej, był też dyrektorem szkoły w Kom Ombo i radnym kustodii.

### Episkopat
Synod Kościoła koptyjskiego wybrał go pierwszym biskupem nowo powstałej eparchii Abu Kurkas. Wybór ten został zatwierdzony przez papieża Franciszka 7 stycznia 2020. Sakry udzielił mu 27 lutego 2020 patriarcha aleksandryjski Kościoła koptyjskiego - Ibrahim Isaac Sidrak.